# Chris O'Dowd
Chris O'Dowd, född 9 oktober 1979 i Boyle i grevskapet Roscommon, är en irländsk komiker och skådespelare. Han är bland annat känd för sin roll som Roy i IT-supporten. Han har även medverkat i filmer såsom The Boat That Rocked (2009), Frequently Asked Questions About Time Travel (2009) och Bridesmaids (2011).
Sedan 2012 är han gift med programledaren Dawn Porter, som ändrade sitt namn till O'Porter i samband med giftermålet.

## Filmografi i urval
- 2001 – Conspiracy of Silence
- 2004 – Vera Drake
- 2006 – IT-supporten (TV-serie)
- 2009 – The Boat That Rocked
- 2009 – Frequently Asked Questions About Time Travel
- 2010 – Gullivers resor
- 2011 – Bridesmaids
- 2011 – Friends with Kids
- 2012 – This Is 40
- 2012–2013 – Girls (TV-serie)
- 2012 – The Sapphires
- 2013 – Epic - Skogens hemliga rike (röst)
- 2013 – Thor: The Dark World
- 2014 – St. Vincent
- 2016 – Miss Peregrines hem för besynnerliga barn
- 2017 – Loving Vincent
- 2017 – Molly's Game
- 2018 – Juliet, Naked
- 2018 – The Cloverfield Paradox
- 2018 – Mary Poppins kommer tillbaka (röst)
- 2023 – The Big Door Prize (TV-serie)